# Wiggiswil
Wiggiswil is een gemeente en plaats in het Zwitserse kanton Bern, en maakt deel uit van het district Bern-Mittelland.
Wiggiswil telt 96 inwoners.